# Palazzo Trovamala
Palazzo Trovamala è un palazzo di Pavia, in Lombardia.

## Storia e descrizione
I Trovamala furono una delle più antiche famiglie aristocratiche pavesi ghibelline, che espressero consoli del comune fin dal XII secolo e, dal XV secolo, docenti di Diritto presso l’università di Pavia, come Simone Trovamala nel 1458, Andrea nel 1494 e Francesco Maria nel 1530. I Trovamala che detenevano beni e diritti signorili a Sale, Casanova Lonati e Trovamala (Fossarmato), sempre nel Quattrocento, strinsero forti rapporti di parentela con la famiglia aristocratica milanese dei Del Maino, lo stesso Simone Trovamala era figlio di una sorella di Agnese Del Maino, amante di Filippo Maria Visconti. Quando la figlia di Agnese, Bianca Maria Visconti sposò Francesco Sforza e divenne duchessa di Milano, diversi membri del casato dei Trovamala, che erano suoi cugini, furono inseriti nella corte ducale e ricevendo al contempo anche un salario e ampie esenzioni dai carichi fiscali, come Rolando, Angelo (siniscalco di Galeazzo Maria Sforza nel 1461 e podestà di Cremona nel 1477), Gaspare e Donnina, gentildonna della duchessa, mentre altri componenti della famiglia ottennero uffici e cariche, quali Bartolomeo, regolatore delle entrate ducali. A Pavia i Trovamala rimasero una delle famiglie decurionali che governarono la città fino all’arrivo di Napoleone.
Il palazzo sorge all’interno del nucleo più antico di Pavia, quello delineato dalle mura romane, a poca distanza tra il duomo e la chiesa di San Teodoro e dove già nel medioevo erano insediati i Trovamala. Nel XVIII secolo i Trovamala decisero di modificare la loro antica dimora, rimodellandola in base ai nuovi dettami stilistici e alle esigenze abitative che si erano affermate nel Settecento. L’edificio presenta una pianta a “C”, con un cortile a forma di quadrilatero, che termina con un muro di quinta settecentesco (provvisto di finestre), alle spalle del quale si apre un piccolo giardino. La facciata fu modificata nel 1811 con l'aggiunta di un balcone.  L’ingresso è provvisto di un portico sorretto da sei colonne, quattro delle quali binate, in granito rosa di Baveno. Il palazzo dispone di uno scalone in granito e presenta soffitti a cassettoni in legno al primo piano, mentre in quello successivo sono voltati. Tuttavia, pur in gran parte celate al di sotto dell’intonaco, emergono in molti punti le tracce dell’edificio medievale, come la grande bifora tamponata, provvista di cornice in cotto, gotica e verosimilmente quattrocentesca riportata alla luce in un angolo della facciata, o gli ampi tratti di tessitura muraria del XV secolo e anche precedenti osservabili lungo il fianco del palazzo posto in via Cardano.